# 政大之聲
政大之聲是臺灣國立政治大學附屬的學校實習無線廣播電臺，於1963年由國立政治大學傳播學院前身新聞學系創立。近年來，政大之聲除了致力於和當地社區結合，更採用線上收聽方式，讓全台灣甚至世界各地的聽眾，能夠透過網際網路收聽政大之聲。

## 簡史

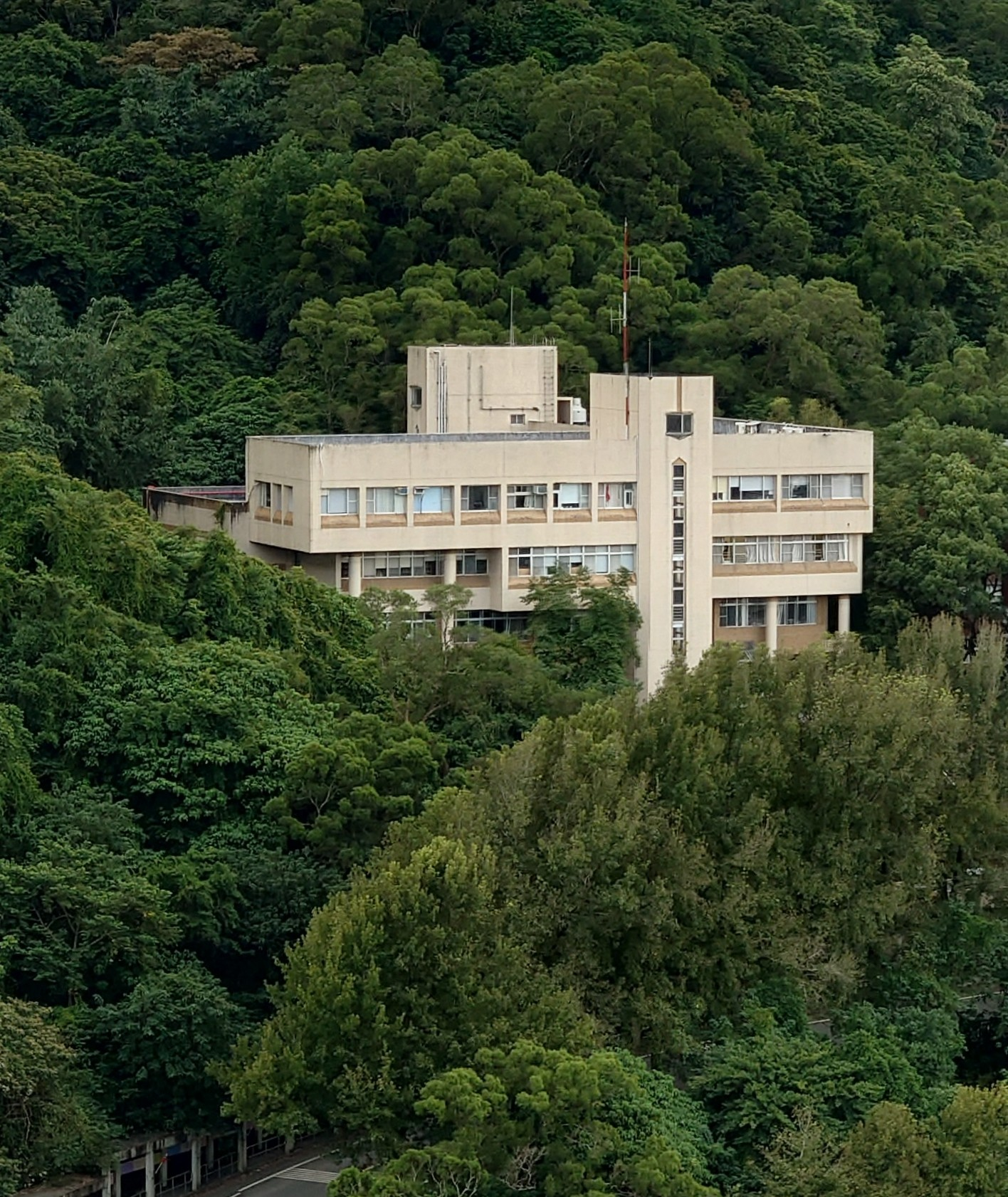
國立政治大學傳播學院院館大樓

1963年，國立政治大學新聞學系籌創政大之聲，1965年5月正式播音。為繼世新廣播電台後台灣第二座學術試驗實習廣播電臺，1988年由於發射機遭雷擊無法對外發射導致停播。
1990年國立政治大學傳播學院成立後積極籌劃電臺復播，1992年6月政大之聲以AM1540復播，隔年開始招收非傳播學院之政大學生加入。
1998年中華民國交通部實施廣播頻道開放政策後，政大之聲取得調頻FM88.7頻率並開始播音，發射功率為24.0W，發射半徑為1.5公里，成為兼具校園溝通和社區服務功能的電台。

## 組織架構
政大之聲設置台長與指導老師，由傳播學院教師擔任，並設置專任助教管理台內業務。另外每學年甄選全校學生加入電台，為了進一步培養電台管理專業能力及推動各項事務，並由學生互相推選擔任學生實習副台長以及各部門主管，依製作和行政事務分為新聞部、節目部、管理部、工程部四大部門。

### 新聞部
新聞部分為企畫組和採訪組。
新聞部負責新聞即新聞類節目企劃、採訪與製播等工作。每天中午一點和晚上七點的大台北新聞，是由電台助理負責採訪播音，內容包含校園新聞文山社區新聞以及大台北地區相關事務新聞；下午兩點和晚上八點則有國內外新聞。在新聞報導之外，週一到周五的大台北新聞都會有「新聞專題」，針對校園或社區議題做深入探討的深入報導，由助理採訪製播。

### 節目部
節目部分為企畫組和編審組。
節目部負責各學期的節目規劃，企劃書的審核和專案企劃推動，並負責節目製作及播出相關事務，包括整點報時、台呼及宣傳帶，且對節目進行監督指導。各類節目依流行音樂類、生活資訊類、教育文化類等性質規劃成帶狀。除節目製播外，定期舉辦聽審會以及助理節目製作比賽。

### 管理部
管理部分為公關組和人力資源組。
管理部負責政大之聲環境、財務、資料、人事管理等，以及對外公關、電台推廣其他相關事務。
- 人力資源組：負責環境維護與美化、物品採購、電台內部資料管理、助理招募、考核、獎懲、福利、人事資料管理等相關事宜。
- 公關組：負責規劃與推動校內、跨校、社區及台內公關活動、規劃辦理電台宣傳推廣、媒體資料之聯繫開發等事宜。

### 工程部
工程部分為設備管理組教學組器材組和、資訊管理和媒體資源管理組。
工程部負責工程培訓課程、考試；媒體資料之蒐集購置、建檔管理、器材的保管及保養、軟硬體管理、網站經營等相關事宜。
- 教學組：負責助理工程技能教學、工程考試及規劃廣播相關科目輔助教學等事務。
- 設備管理組：負責成音系統與發射系統之例行保養、定期檢測基礎維護與使用管理。
- 資訊管理組：負責網站內容建置與管理、線上收聽系統管理、台內網路與網路應用、維護軟硬體之系統安裝、更新、維護與安全管理，各項資料庫之規劃、建置和管理。
- 媒體資源管理組：負責媒體資料之建檔編目、資料庫建置及使用管理、媒體資料之整體規劃、蒐集購置。

## 活動

### 開播週
每學期開學的第二個禮拜（通常是九月底與二月底）是電台的開播週，電台成員將在校園內遊行與擺攤宣傳，並有為期一週的特別節目。

### 包種茶節轉播
每年11月政治大學舉辦系所博覽會「包種茶節」，政大之聲配合此活動進行全程轉播，轉播過程是在四維堂前設置透明錄音間，分為上下半場兩組主持人輪流主持，並安排記者現場採訪各系所活動情報。轉播除了在政大之聲頻率上聽得見以外，全校各處都會配置音箱來播出，讓活動參與者在校園內就能聽見轉播節目。

### 文化盃轉播
每年12月政治大學舉辦「文化盃」合唱比賽，政大之聲配合此活動進行全程轉播，轉播過程會在文化盃比賽現場收音，分為上下半場兩組主持人輪流主持。此外也在現場安排由觀眾票選預測冠軍的活動。

### 台慶
上學期兩大專案包種茶轉播與文化盃轉播結束後舉辦的電台內部專屬團康活動，活動內容每年不盡相同，以增進電台成員情誼為主要目的。

### 校慶轉播
每年5月政治大學舉辦校慶運動會，政大之聲配合此活動進行全程轉播，轉播過程會在校慶運動會現場收音，分為上下半場兩組主持人輪流主持。

### 高中生廣播營
每年下學期舉辦高中生廣播營，讓高中生體驗一日DJ生活，並邀請專業講師演講，以推廣廣播與政大之聲為目的。

### 台遊
每年下學期舉辦台遊，為電台內部專屬團康活動，活動內容每年不盡相同，以增進電台成員情誼為主要目的。

## 收聽頻率
- FM 88.7（政大方圓半徑1.5公里範圍內，即台北市文山區、大安區、內湖區部分、信義區部分、中正區部分之區域，以及新北市新店區部分、中和區部分之區域）

## 外部連結
- 國立政治大學傳播學院 （页面存档备份，存于）
- 政大之聲 （页面存档备份，存于）
- 政大之聲 FM88.7的Facebook專頁